# Trèo cây đầu nâu
Trèo cây đầu nâu, tên khoa học Sitta pusilla, là một loài chim trong họ Sittidae.